# Conservatorismo progressista
Il conservatorismo progressista è un'ideologia politica trasversale affine al conservatorismo liberale e al conservatorismo sociale, impegnata a raccogliere e a soddisfare istanze progressiste e del liberalismo sociale.
Oltre a sostenere posizioni liberali riguardo a diritti civili e riforme sociali, si propone di garantire una protezione e sicurezza sociale per i cittadini (promuovendo un moderato welfare state), onde combattere efficacemente la povertà e ridurre la criminalità, oltre a misure economiche finalizzate ad una significativa redistribuzione della ricchezza e la regolazione del mercato nell'interesse di produttori e consumatori, a metà fra il laissez-faire ed il radicalismo britannico.
Principale artefice di questa ideologia è stato il primo ministro inglese del XIX secolo Benjamin Disraeli, le cui idee si collocavano a metà tra Tory e Whig, come già era stata la prassi politica di William Pitt il Giovane.
La dottrina sociale della Chiesa esposta nella Rerum Novarum (1891) è stata da taluni identificata come una forma molto moderata di conservatorismo progressista dell'epoca.
Fuori dai paesi anglosassoni, il cancelliere tedesco Leo von Caprivi è stato accostato al conservatorismo progressista, così come l'esperienza  del liberale italiano Giovanni Giolitti è ancora oggi ritenuta parte integrante di questi concetti, sia per le sincere aperture ai cattolici (Patto Gentiloni) e ai nazionalisti con la guerra coloniale di Libia, sia per l'attenzione rivolta ai socialisti, che cercò di attrarre in orbita governativa al fine di sottrarre le masse operaie alle ideologie rivoluzionarie del massimalismo.
Altri sostenitori di questa ideologia sono stati diversi primi ministri britannici conservatori: Stanley Baldwin, Neville Chamberlain, Winston Churchill, Harold Macmillan e, più recentemente, anche David Cameron, che si è identificato nel conservatorismo uninazionale di Disraeli, e nel suo mandato è stato progressista soprattutto sui temi sociali, come il matrimonio omosessuale e la sanità pubblica ma anche nel suo sostegno all'europeismo e all'economia keynesiana piuttosto che al neoliberismo.
Negli USA, uno dei maggiori esponenti di questa dottrina fu il presidente Theodore Roosevelt. Successivamente, tale ideologia fu anche ripresa da William Howard Taft, nonostante la sua opposizione a Roosevelt, e da Dwight D. Eisenhower, che si definì un "conservatore progressista", nonostante fosse anche un sostenitore del liberal-conservatorismo, e alcuni liberal del Partito Repubblicano come Fiorello LaGuardia, sindaco di New York negli anni '30 e '40.
Il principale partito che si è fatto portatore di questa ideologia è stato il Partito Conservatore Progressista del Canada, confluito nel 2003 assieme all'Alleanza Canadese nel Partito Conservatore del Canada, che si richiama parzialmente al conservatorismo progressista.
Oltre a Cameron in Gran Bretagna, a livello europeo negli anni recenti, si può considerare conservatore progressista anche l'ex cancelliera tedesca Angela Merkel dell'Unione Cristiano-Democratica di Germania.